# Sergey Vladimirovich Surovikin

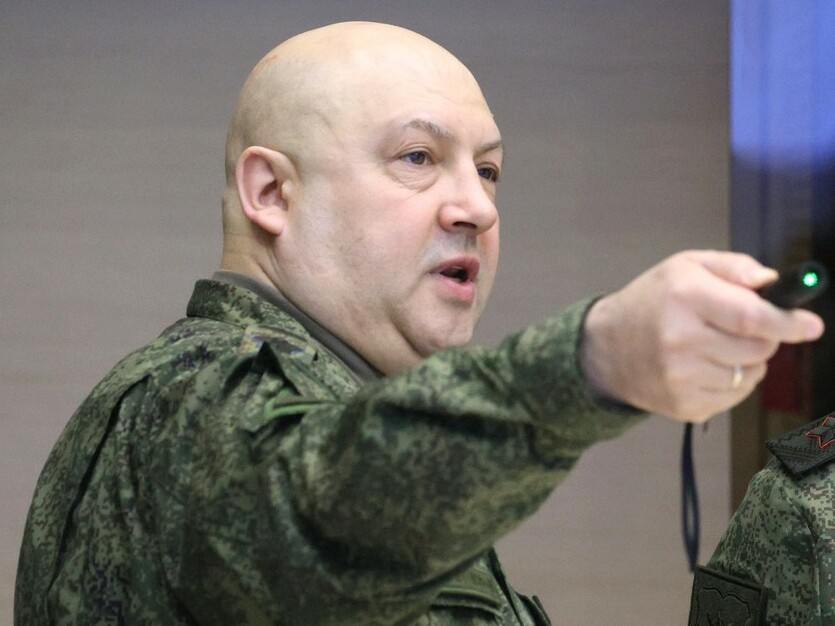
Sergei Surovikin, 2022

Sergey Vladimirovich Surovikin (tiếng Nga: Сергей Владимирович Суровикин; sinh ngày 11 tháng 10 năm 1966) là một Đại tướng Lực lượng Vũ trang Liên bang Nga, nguyên Tư lệnh Lực lượng hàng không vũ trụ, nguyên phó Tư lệnh các lực lượng liên hợp Nga tham gia chiến dịch quân sự đặc biệt tại Ukraine.
Surovikin sinh ra tại Novosibirsk. Năm 1987, Surovikin tốt nghiệp Trường Cao đẳng Sĩ quan Omsk. Ông phục vụ trong một đơn vị đặc nhiệm Spetsnaz trong Chiến tranh Liên Xô-Afghanistan vào những năm cuối của cuộc chiến này. Năm 1995, ông tốt nghiệp Học viện Quân sự Frunze. Năm 2002, tốt nghiệp Học viện Quân sự Bộ Tổng tham mưu Lực lượng vũ trang Liên bang Nga. Sau khi tốt nghiệp, được bổ nhiệm làm Sư đoàn trưởng Sư đoàn Xạ kích Cơ giới 34. Năm 2004, làm sư đoàn trưởng sư đoàn Sư đoàn Xạ kích Cơ giới Cận vệ 42 ở Chechen. Từ năm 2005 đến 2008, ông là Tham mưu trưởng - Phó Tư lệnh thứ nhất Quân đoàn Cận vệ 20 (Voronezh); từ tháng 4 đến tháng 11 năm 2008 - Tư lệnh Quân đoàn 20.
Từ tháng 11 năm 2008 đến tháng 1 năm 2010 - ông làm Trưởng phòng Tác chiến chính của Bộ Tổng tham mưu các lực lượng vũ trang Nga; từ ngày 11 tháng 1 đến ngày 10 tháng 12 năm 2010 - Tham mưu trưởng Quân khu Volga-Ural (Ekaterinburg); từ ngày 10 tháng 12 năm 2010 đến tháng 4 năm 2012, Tham mưu trưởng - Phó Tư lệnh thứ nhất Quân khu Trung tâm. Tháng 12 năm 2010, ông được phong quân hàm Thiếu tướng.
Ông từng được giao thành lập Cảnh sát Quân sự Nga, Tư lệnh Quân khu Đông từ 2013 đến 2017, tư lệnh quân Nga ở Syria, tư lệnh Nhóm quân Yug của quân Nga ở Ukraina năm 2022.
Sau khi bị đẩy lui khỏi Kharkiv, quân Nga thành lập bộ tư lệnh chung của chiến dịch quân sự đặc biệt tại Ukraina vào ngày 8 tháng 10 năm 2022 và Surovikin được cử làm tư lệnh chiến dịch. Tháng 1 năm 2023, khi Bộ Tổng Tham mưu Lực lựợng Vũ trang Liên bang Nga trực tiếp điều hành chiến dịch và Tổng Tham mưu trưởng Gerasimov trực tiếp làm tư lệnh chiến dịch, Surovikin lại được tín nhiệm cử làm phó (cùng với Phó Tổng tham mưu trưởng Kim và Tư lệnh Quân chủng Lục quân Salyukov) cho Gerasimov. Surovikin đã chỉ đạo xây dựng phòng tuyến nhiều lớp ở miền nam Ukraina (Phòng tuyến Surovikin) và đây là yếu tố quan trọng giúp Nga đánh bại chiến dịch phản công của Ukraina mùa hè năm 2023 đồng thời đảm bảo tuyến hậu cần trên đất liền từ Nga tới bán đảo Krym.
Ông được cho là có quan hệ mật thiết với tập đoàn quân sự tư nhân Wagner và đã kêu gọi lực lượng này phục tùng Tổng tư lệnh Putin khi Wagner nổi loạn hồi tháng 6/2022. Có thể vì quan hệ này, ông đã bị buộc phải rời khỏi vị trí của mình trong Chiến dịch Quân sự Đặc biệt của Nga ở Ukraina. Sau đó, ông được bổ nhiệm là Chủ tịch Ủy ban Phối hợp Phòng không của Hội đồng Các Bộ trưởng Quốc phòng Cộng đồng Các Quốc gia Độc lập và tham gia đoàn quân sự Nga tới Algeria ngày 15 tháng 9 năm 2023 với cương vị mới này.